# Come vorrei/Stasera canto
Come vorrei/Stasera canto è un singolo del gruppo musicale italiano Ricchi e Poveri, uscito nel 1981 su etichetta Baby Records. Entrambe le canzoni sono tratte dall'album E penso a te, il primo LP pubblicato dal gruppo come trio.
Il 45 giri esce anche in Francia, Germania, Svizzera, Austria e Belgio nella versione italiana, e negli Stati Uniti e in alcuni Paesi latini nella versione spagnola.

## Come vorrei
che questa sera troppo triste e troppo uguale non fosse più senza di te.
Come vorrei, come vorrei amore mio, come vorrei che questo amore che va via
non si sciogliesse come fa la neve al sole, senza parole.»
(Ritornello del brano)
È una delle loro canzoni più conosciute, scritta da Cristiano Minellono e Dario Farina, autori storici del gruppo.
Il pezzo è stato il terzo di quattro singoli tratti dall'album E penso a te, pubblicato dai Ricchi e Poveri nel 1981. Il singolo precedente era la ballata M'innamoro di te, quello successivo, la ritmata Made in Italy. In Spagna viene interpretato in lingua, assumendo il titolo Dónde estarás, ed è incluso nel 33 giri Me enamoro de ti (versione spagnola dell'italiano E penso a te) ma, pur divenendo popolare, non fu estratto come singolo.
Come vorrei, intensa canzone d'amore proposta in duetto da Angelo e Angela, viene scelta come sigla di chiusura del popolare programma Rai Portobello di Enzo Tortora, riesce a scalare le classifiche e a rimanere nella top ten delle hit parade italiane per ben cinque mesi.
Il testo racconta la sofferenza provata da due innamorati per la fine ormai imminente della loro storia. Benché il loro sentimento non sia spento, si stanno allontanando perché non intendono l'amore allo stesso modo.
Il brano è stato nuovamente eseguito dai Ricchi e Poveri con nuovi arrangiamenti negli album I più grandi successi del 1994, in Parla col cuore del 1999 e in Perdutamente amore del 2012.
Come vorrei è stata soggetto di varie cover all'estero, tra le quali spiccano la francese "L'amour c'est ça" (1983) ripresa da Karen Cheryl, già nota per aver eseguito in lingua anche Sarà perché ti amo e Made in Italy, la versione tedesca "Wie du es willst" (1984) incisa da Howard Carpendale e la versione finlandese "Kuuleeko yö" incisa da Paula Koivuniemi.
Nel 1995 Samy Goz pubblica, nella Repubblica di Corea, l'album "Amour Italy II" che contiene il brano in italiano (YBM 서울음반, SZPC-226).

## Stasera canto
Il lato B è completato dal pezzo Stasera canto, che si fa notare per l'intima e personale interpretazione di Angela in qualità di solista.
Nella canzone Angela ci confida presumibilmente il suo stato d'animo di quel periodo (in seguito alla vicenda personale avvenuta con Marina Occhiena): infatti, il testo racconta di una donna che cerca di guardare avanti e, nonostante avverta la mancanza del suo uomo che l'ha lasciata, continua ad intonare canzoni d'amore per il suo pubblico (...Quanto amore vi canterò anche se non ne ho. Ma se tu sei qui per me, scusa, se canto a chi non c'è).
Gli autori sono Cristiano Minellono e Dario Farina, ma anche la stessa Brambati interviene alla scrittura.

## Tracce
- 45 giri – Italia (1981)

1. Come vorrei – 3'00" (Cristiano Minellono - Dario Farina) Edizioni musicali Televis/Abramo Allione
2. Stasera canto – 2'18" (Cristiano Minellono - Dario Farina - Angela Brambati)[4] Edizioni musicali Televis

- 45 giri – Francia, Germania, Svizzera, Austria, Belgio (1982)

1. Come vorrei – 3'00" (Cristiano Minellono - Dario Farina) Edizioni musicali Televis/Abramo Allione
2. Stasera canto – 2'18" (Cristiano Minellono - Dario Farina - Angela Brambati)[4] Edizioni musicali Televis

- 45 giri – Stati Uniti d'America, Colombia, Perù (in lingua spagnola, 1982)

1. Dónde estarás – 3'00" (Cristiano Minellono - Dario Farina - Luis Gòmez Escolar) (Discos Musart, MI 30899)
2. Me enamoro de ti – 3'16" (Cristiano Minellono - Dario Farina - Luis Gòmez Escolar) (Discos Musart, MI 30899)

- 45 giri – Messico (in lingua spagnola, 1982)

1. Dónde estarás – 3'00" (Cristiano Minellono - Dario Farina - Luis Gòmez Escolar) (Discos Musart, MI 30899)
2. Esta noche (Discos Musart, MI 30899)

- 45 giri – Perù (in lingua spagnola, 1983)

1. Dónde estarás – 3'00" (Cristiano Minellono - Dario Farina - Luis Gòmez Escolar) (Baby Records, MI 4400)
2. Cherri - Cherri (Baby Records, 4400)

## Crediti
- Ricchi e Poveri (Angela Brambati, Angelo Sotgiu, Franco Gatti): voci
- Gian Piero Reverberi: arrangiamenti e direzione musicale
- "Union Studios" di Monaco di Baviera; "Sound Emporium Studios" di Nashville (U.S.A.): studi di registrazione
- Universal Italia/Televis/Allione: edizioni musicali
- Baby Records: produzione

## Classifiche

### Posizione massima
| Classifica (1982) | Posizione |
| ----------------- | --------- |
| Italia            | 3         |
| Svizzera          | 5         |
| Francia           | 21        |

### Andamento nella classifica italiana
| Posizione | 7 | 7 | 3 | 3 | 3 | 8 | 6 | 9 | - | 10 | - | 10 |

## Dettagli pubblicazione
| Paese  | Data | Etichetta    | Formato | Nº Catalogo |
| ------ | ---- | ------------ | ------- | ----------- |
| Italia | 1981 | Baby Records | 45 giri | BR 50256    |

Pubblicazione & Copyright: 1981 - Baby Records - Milano.

Distribuzione: CGD - Messaggerie Musicali S.p.A. - Milano.